# Martin Wegelius

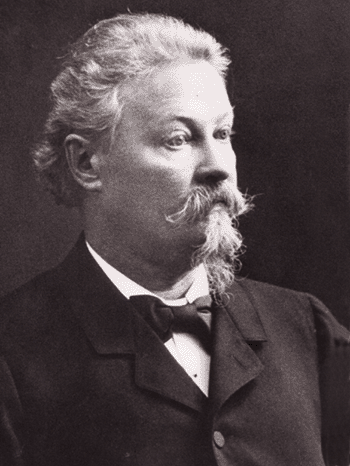
Martin Wegelius

Martin Wegelius (* 10. November 1846 in Helsinki; † 22. März 1906 ebenda) war ein finnischer Komponist und Musikpädagoge.

## Leben
Wegelius begann zunächst in Helsinki zu studieren, setzte seine Ausbildung dann aber 1870 in Wien (u. a. bei Rudolf Bibl) fort, ging kurz darauf (1871–73) nach Leipzig, wo er von Carl Reinecke und anderen unterrichtet wurde und schloss seine Studien 1878 in München bei Josef Rheinberger ab.
Wegelius wirkte daraufhin als Kapellmeister an der Finnischen Oper (einer Abteilung des Finnischen Nationaltheaters, 1878/79), als Pianist, Begleiter und auch als Musikkritiker. 1882 gründete er das Musikinstitut Helsinki, die heutige Sibelius-Akademie, an der Jean Sibelius drei Jahre später zu studieren begann (Martin Wegelius war sein erster Kompositionslehrer.) Zu seinen Schülern – er unterrichtete Musiktheorie und Komposition – zählen außerdem Armas Järnefelt, Erkki Melartin, Toivo Kuula und Selim Palmgren.
Er schrieb mehrere Lehrbücher (darunter auch eine Geschichte der abendländischen Musik), die zahlreiche Auflagen erfuhren und für die Musikpädagogik in Finnland bis zum Zweiten Weltkrieg von großer Bedeutung waren. Wegelius, der ein Verehrer Richard Wagners war und 1889 eine Wagner-Gesellschaft gründete, komponierte auch (vorwiegend im romantisch-lyrischen Idiom), u. a. einige Chor- und Orchesterwerke.